# Ньюджент, Ричард, 1-й граф Уэстмит
Ричард Ньюджент, 1-й граф Уэстмит (англ. Richard Nugent, 1st Earl of Westmeath; 1583—1642) — ирландский дворянин и политик.

## Происхождение
Родился в 1583 году в Ирландии. Старший сын Кристофера Ньюджента, 6-го барона Делвина (1544—1602), и леди Мэри Фицджеральд (? — 1610), дочери Джеральда Фицджеральда, 11-го графа Килдэра, и его жены Мейбл Браун, графини Килдэр.
26 августа 1602 года после смерти своего отца Ричард Ньюджент унаследовал титул 7-го барона Делвина (Пэрство Ирландии).

## Тюремное заключение
Понятно, что корона даже на этом самом раннем этапе его карьеры относилась к нему с подозрением: когда он родился, его отец находился под стражей по обвинению в государственной измене и должен был умереть девятнадцать лет спустя в тюрьме по подозрению в подготовке новых актов государственной измены. Первоначально Ричард, похоже, действовал осторожно: он признал власть Короны и был посвящен в рыцари в соборе Крайст-Черч в Дублине в 1603 году. Подозрения английской короны относительно его лояльности были полностью оправданы: барон Делвин был замешан в заговоре, который привел к бегству графов в 1607 году и был заключен в тюрьму в Дублинском замке. Из-за слабой безопасности в замке слуге удалось пронести в камеру веревку, на которой он сбежал через окно. Он бежал в поисках убежища в замок Клафхотер, озерную крепость, принадлежавшую его семье в графстве Каван.
Его побег совпал с прибытием сэра Кахира О’Доэрти в Дублин, чтобы прояснить недоразумение, согласно которому ошибочно считалось, что О’Доэрти планировал восстание. Побег барона Делвина подорвал доверие правительства даже к лояльным гэльским лордам, таким как О’Доэрти, которых подозревали в участии в заговоре с Делвином и другими. В 1608 году Кахир О’Доэрти и его последователи сожгли город Дерри, тем самым начав восстание О’Доэрти.

## Помилование
В 1608 году барон Делвин, очевидно, получив от правительства Дублина заверения в помиловании, предстал перед английским двором и попросил королевского помилования, ссылаясь на свою молодость и незнание мира, чтобы смягчить свои действия. Судя по всему, он был молодым человеком, обладавшим обаянием и красивой внешностью, что всегда способствовало благосклонности короля Якова I, чья любовь к красивым молодым людям была источником множества сплетен. Лорд Делвин был помилован и восстановлен в королевской милости, хотя некоторые из его земель были конфискованы, в том числе замок Клафхотер.

## Политическая карьера
После этого его карьера до 1641 года была отмечена заметным успехом, хотя он несколько раз конфликтовал с правительством, особенно из-за создания новых парламентских районов в 1613 году, против чего он выступал на том основании, что они искусственно увеличили бы число протестантских депутатов. Он также возражал против предложенной колонизации Оссори в 1623—1624 годах, которая, как он правильно предсказал, станет предшественником других, более обширных плантаций.
В 1611 году он получил гранты на землю в нескольких графствах, в том числе 14 000 акров в графстве Голуэй, в основном вокруг Тина и Килина и смог построить новое жилище, замок Клонин, рядом со старым семейным домом, замком Ньюджент. Он занял свое место в ирландской Палате лордов в парламентах 1613—1615 и 1634—1635 годов, а в 1633 году был назначен королевским комиссаром по рассмотрению жалоб. Он сопровождал герцога Бекингема, главного королевского фаворита, до осады Сен-Мартен-де-Ре в 1627 году.
4 сентября 1621 года ему был присвоен титул графа Уэстмита (Пэрство Ирландии). Его лояльность как ведущего представителя римско-католической общины иногда подвергалась сомнению, особенно после его противодействия колонизации Оссори в середине 1620-х годов, но с 1608 года его преданность короне, похоже, не вызывала серьезных сомнений.
В конце 1620-х годов он принимал активное участие в переговорах о религиозных уступках католикам, известных как «Грации». В 1634—1635 годах лорд-лейтенант Ирландии Томас Уэнтуорт, 1-й граф Страффорд, отменил Грации. Это, а также его неспособность работать с графом Страффордом, который был практически всемогущим в Ирландии, заставили лорда Уэстмита в конце 1630-х годов в значительной степени уйти из общественной жизни.

## Смерть
С началом ирландского восстания 1641 года граф Уэстмит, в отличие от многих представителей англо-ирландской знати, остался верен английской короне, хотя по крайней мере один из его сыновей встал на сторону повстанцев. Обеспокоенное тем, что он оказался перед врагами в Клонине, правительство послало группу, чтобы сопровождать его в Дублин. Отряд попал в засаду в Атбое, и граф Уэстмит был схвачен. Его спасли, но снова атаковали возле Трима. Он был серьезно ранен во время второго нападения и, будучи почти шестидесятилетним, слепым и страдающим «параличом», скончался от полученных травм.

## Семья
Ричард Ньюджент женился на Дженет Планкетт (? — после 24 января 1626/1627), дочери Кристофера Планкетта, 9-го барона Киллина (1564—1613), и Дженет Диллон. Согласно семейной традиции, леди Уэстмит получила прозвище Дженни Скребок из-за её бережливости и решимости не допускать выбрасывания домашних отходов.
У них было пятеро сыновей и две дочери:
- Кристофер Ньюджент, барон Делвин (1604 — 10 июля 1625)
- Фрэнсис Ньюджент
- Джон Ньюджент, предок австрийских графов Ньюгента фон Вестмит
- Лоуренс Ньюджент
- Игнатиус Ньюджент (умер в феврале 1671), полковник французской службы.
- Бриджит Ньюджент
- Мэри Ньюджент

Кристофер умер раньше своего отца, оставив единственного сына Ричарда, который стал 2-м графом Уэстмит. 2-й граф был лидером Конфедеративной Ирландии и в результате сильно пострадал, но получил компенсацию при Реставрации Карла II.